# It's the same old song
It's the same old song is een lied uit 1965 geschreven door Holland-Dozier-Holland. Het werd tot hit gemaakt door de Four Tops, voor wie het werd geschreven.
Later volgden covers van bijvoorbeeld KC and The Sunshine Band, The Motions, de Weathermen (alias van Jonathan King), Third World en Michael Rodgers, die er ook een hit mee hadden. Verder verschenen covers van onder anderen The Supremes (met een andere instrumentale basistape van The Funk Brothers), Rod Stewart, Boyz II Men, Martha Reeves en Bobby Vee. Het lied maakt ook deel uit van de soundtrack van de speelfilm The big chill uit 1983, uitgevoerd door de studiogroep TMC Movie Tunez. Twee Nederlandse groepen hadden een hit met It's the same old song, The Motions in 1966 en Pussycat in 1978.
It's the same old song van Gladys Knight is niet hetzelfde lied. Het werd geschreven door Carolyn Johns, Larry Farrow en Jack Gold.

## Four Tops
It's the same old song werd een hitsingle in 1965 van de Amerikaanse soul- en R&B-groep Four Tops voor het platenlabel Motown. Het nummer is de tweede single, na I can't help myself (Sugar pie, honey bunch), afkomstig van het Second album van de groep. Het nummer was niet zo succesvol als zijn voorganger, maar haalde toch de top-5 op de R&B- en poplijst in de Verenigde Staten en de top veertig in Canada en het Verenigd Koninkrijk.

### Achtergrond
It's the same old song is net als diens voorganger I can't help myself, geschreven en geproduceerd door het songschrijverstrio Eddie Holland, Lamont Dozier en Brian Holland, samen als HDH (Holland-Dozier-Holland) verantwoordelijk voor talloze hits op het Motown-label. Vanwege het succes van die voorganger mocht dit trio ook het volgende nummer voor de groep schrijven. Ook bracht Columbia hun lied Ain't that love uit 1960 opnieuw uit, tot woede van Berry Gordy, de directeur van Motown. Hij droeg HDH op om binnen een dag een nieuw Motown-nummer voor de Four Tops te bedenken. Dit werd It's the same old song. Er zijn dan ook grote overeenkomsten. Zo hebben ze ongeveer hetzelfde akkoordenschema en lijken de baslijnen veel op elkaar. Ook is het tempo in beide nummers hetzelfde. Een van de Four Tops, Abdul "Duke" Fakir, vertelde later: "Lamont Dozier en ik waren een beetje dronken en hij draaide aan de knoppen van de radio. Hij zei: 'Het klinkt als hetzelfde ouwe liedje'. Toen zei hij: 'Wacht 's even', hij nam I can't help myself en paste het aan met hetzelfde akkoordenschema.
It's the same old song werd op 8 juli 1965 geschreven en nog op diezelfde dag door de Four Tops, instrumentaal ondersteund door The Funk Brothers en vocaal door Motowns vaste achtergrondzangeressen The Andantes, opgenomen in Hitsville USA in Detroit. Een dag later, 9 juli, werden er 1500 singletjes verspreid onder dj's. Uiteindelijk had It's the same old song met zijn nummer 5-notering in de Billboard Hot 100 meer succes dan Ain't that love, dat de hitlijst niet bereikte.
In het lied luisterde de verteller vroeger altijd met zijn vriendin naar hetzelfde liedje, omdat ze het beiden leuk vonden. Nu wil hij er niet meer naar luisteren. Zijn vriendin is bij hem weg en het nummer is niet meer hetzelfde is als toen zij er samen naar luisterden.

### Bezetting
- Leadzang: Levi Stubbs
- Achtergrond: Renaldo "Obie" Benson, Lawrence Payton, Abdul "Duke" Fakir en The Andantes
- Instrumentatie: The Funk Brothers
- Schrijvers: Holland-Dozier-Holland
- Productie: Brian Holland en Lamont Dozier
- Mixing: Lawrence Horn

## The Motions
In 1966 bracht de Haagse band The Motions hun coverversie uit in Nederland. Ze kwamen ermee in de hitparades, maar omdat de aantallen bij die van de Four Tops werden meegeteld zijn de werkelijke verkoopcijfers onbekend.
De B-kant Someday child is geschreven door bandleden Robbie van Leeuwen en Sieb Warner.

## Pussycat
De Zuid-Limburgsese band Pussycat bracht het lied in februari 1978 op single uit. In dat jaar verscheen het op een single als Same old song en op de elpee Wet day in September als It's the same old song. Dit is de eerste single van Pussycat waarvan de A-kant niet door Werner Theunissen werd geschreven. Op de B-kant van de single verscheen wel een nummer van de hand van Theunissen, namelijk Stupid cupid.

## Trivia
- De videoclip van de plaat werd in maart 1978 door de TROS voor een tv-special gefilmd tijdens een liveoptreden in discotheek La Diligence in Heerlen.

#### Hitnoteringen van Pussycat
| Same old song in de Nederlandse Top 40 van 18-03-1978 t/m 13-05-1978 | Same old song in de Nederlandse Top 40 van 18-03-1978 t/m 13-05-1978 | Same old song in de Nederlandse Top 40 van 18-03-1978 t/m 13-05-1978 | Same old song in de Nederlandse Top 40 van 18-03-1978 t/m 13-05-1978 | Same old song in de Nederlandse Top 40 van 18-03-1978 t/m 13-05-1978 | Same old song in de Nederlandse Top 40 van 18-03-1978 t/m 13-05-1978 | Same old song in de Nederlandse Top 40 van 18-03-1978 t/m 13-05-1978 | Same old song in de Nederlandse Top 40 van 18-03-1978 t/m 13-05-1978 | Same old song in de Nederlandse Top 40 van 18-03-1978 t/m 13-05-1978 | Same old song in de Nederlandse Top 40 van 18-03-1978 t/m 13-05-1978 | Same old song in de Nederlandse Top 40 van 18-03-1978 t/m 13-05-1978 |
| Week                                                                 | 1                                                                    | 2                                                                    | 3                                                                    | 4                                                                    | 5                                                                    | 6                                                                    | 7                                                                    | 8                                                                    | 9                                                                    |                                                                      |
| -------------------------------------------------------------------- | -------------------------------------------------------------------- | -------------------------------------------------------------------- | -------------------------------------------------------------------- | -------------------------------------------------------------------- | -------------------------------------------------------------------- | -------------------------------------------------------------------- | -------------------------------------------------------------------- | -------------------------------------------------------------------- | -------------------------------------------------------------------- | -------------------------------------------------------------------- |
| Positie                                                              | 33                                                                   | 19                                                                   | 14                                                                   | 10                                                                   | 10                                                                   | 14                                                                   | 20                                                                   | 28                                                                   | 37                                                                   | uit                                                                  |

| Same old song in de Nationale Hitparade van 01-04-1978 t/m 29-04-1978 | Same old song in de Nationale Hitparade van 01-04-1978 t/m 29-04-1978 | Same old song in de Nationale Hitparade van 01-04-1978 t/m 29-04-1978 | Same old song in de Nationale Hitparade van 01-04-1978 t/m 29-04-1978 | Same old song in de Nationale Hitparade van 01-04-1978 t/m 29-04-1978 | Same old song in de Nationale Hitparade van 01-04-1978 t/m 29-04-1978 | Same old song in de Nationale Hitparade van 01-04-1978 t/m 29-04-1978 |
| Week                                                                  | 1                                                                     | 2                                                                     | 3                                                                     | 4                                                                     | 5                                                                     |                                                                       |
| --------------------------------------------------------------------- | --------------------------------------------------------------------- | --------------------------------------------------------------------- | --------------------------------------------------------------------- | --------------------------------------------------------------------- | --------------------------------------------------------------------- | --------------------------------------------------------------------- |
| Positie                                                               | 16                                                                    | 9                                                                     | 9                                                                     | 15                                                                    | 21                                                                    | uit                                                                   |

| Same old song in de Vlaamse Ultratop 50 van 25-03-1978 t/m 27-05-1978 | Same old song in de Vlaamse Ultratop 50 van 25-03-1978 t/m 27-05-1978 | Same old song in de Vlaamse Ultratop 50 van 25-03-1978 t/m 27-05-1978 | Same old song in de Vlaamse Ultratop 50 van 25-03-1978 t/m 27-05-1978 | Same old song in de Vlaamse Ultratop 50 van 25-03-1978 t/m 27-05-1978 | Same old song in de Vlaamse Ultratop 50 van 25-03-1978 t/m 27-05-1978 | Same old song in de Vlaamse Ultratop 50 van 25-03-1978 t/m 27-05-1978 | Same old song in de Vlaamse Ultratop 50 van 25-03-1978 t/m 27-05-1978 | Same old song in de Vlaamse Ultratop 50 van 25-03-1978 t/m 27-05-1978 | Same old song in de Vlaamse Ultratop 50 van 25-03-1978 t/m 27-05-1978 | Same old song in de Vlaamse Ultratop 50 van 25-03-1978 t/m 27-05-1978 | Same old song in de Vlaamse Ultratop 50 van 25-03-1978 t/m 27-05-1978 |
| Week                                                                  | 1                                                                     | 2                                                                     | 3                                                                     | 4                                                                     | 5                                                                     | 6                                                                     | 7                                                                     | 8                                                                     | 9                                                                     | 10                                                                    |                                                                       |
| --------------------------------------------------------------------- | --------------------------------------------------------------------- | --------------------------------------------------------------------- | --------------------------------------------------------------------- | --------------------------------------------------------------------- | --------------------------------------------------------------------- | --------------------------------------------------------------------- | --------------------------------------------------------------------- | --------------------------------------------------------------------- | --------------------------------------------------------------------- | --------------------------------------------------------------------- | --------------------------------------------------------------------- |
| Positie                                                               | 28                                                                    | 21                                                                    | 19                                                                    | 15                                                                    | 10                                                                    | 10                                                                    | 12                                                                    | 15                                                                    | 22                                                                    | 28                                                                    | uit                                                                   |

| Same old song in de Vlaamse Radio 2 Top 30 van 25-03-1978 t/m 20-05-1978 | Same old song in de Vlaamse Radio 2 Top 30 van 25-03-1978 t/m 20-05-1978 | Same old song in de Vlaamse Radio 2 Top 30 van 25-03-1978 t/m 20-05-1978 | Same old song in de Vlaamse Radio 2 Top 30 van 25-03-1978 t/m 20-05-1978 | Same old song in de Vlaamse Radio 2 Top 30 van 25-03-1978 t/m 20-05-1978 | Same old song in de Vlaamse Radio 2 Top 30 van 25-03-1978 t/m 20-05-1978 | Same old song in de Vlaamse Radio 2 Top 30 van 25-03-1978 t/m 20-05-1978 | Same old song in de Vlaamse Radio 2 Top 30 van 25-03-1978 t/m 20-05-1978 | Same old song in de Vlaamse Radio 2 Top 30 van 25-03-1978 t/m 20-05-1978 | Same old song in de Vlaamse Radio 2 Top 30 van 25-03-1978 t/m 20-05-1978 | Same old song in de Vlaamse Radio 2 Top 30 van 25-03-1978 t/m 20-05-1978 |
| Week                                                                     | 1                                                                        | 2                                                                        | 3                                                                        | 4                                                                        | 5                                                                        | 6                                                                        | 7                                                                        | 8                                                                        | 9                                                                        |                                                                          |
| ------------------------------------------------------------------------ | ------------------------------------------------------------------------ | ------------------------------------------------------------------------ | ------------------------------------------------------------------------ | ------------------------------------------------------------------------ | ------------------------------------------------------------------------ | ------------------------------------------------------------------------ | ------------------------------------------------------------------------ | ------------------------------------------------------------------------ | ------------------------------------------------------------------------ | ------------------------------------------------------------------------ |
| Positie:                                                                 | 25                                                                       | 21                                                                       | 22                                                                       | 19                                                                       | 8                                                                        | 10                                                                       | 13                                                                       | 19                                                                       | 25                                                                       | uit                                                                      |

## Hitoverzicht andere landen
Buiten België en Nederland kenden de volgende bands hitnoteringen met het lied.
Verenigd Koninkrijk
| Jaartal | artiest                          | pieknotering |
| ------- | -------------------------------- | ------------ |
| 1965    | Four Tops                        | 34           |
| 1971    | Weatherman (alias Jonathan King) | 19           |
| 1978    | KC & the Sunshine Band           | 47           |
| 1983    | KC & the Sunshine Band           | 99           |
| 1989    | Third World                      | 80           |

Ierland
| Jaartal | artiest                               | pieknotering |
| ------- | ------------------------------------- | ------------ |
| 1968    | Brendan Bowyer and the Royal Showband | 9            |

Finland
| Jaartal | artiest | pieknotering |
| ------- | ------- | ------------ |
| 2005    | Pain    | 5            |

Frankrijk
Er zijn twee Franse versies op een single verschenen: Moi je danse (Sylvie Vartan, 1967) en enkele versies van C'est la même chanson met een hit voor François Valéry:
| Jaartal | artiest         | uitvoering            | pieknotering |
| ------- | --------------- | --------------------- | ------------ |
| 1990    | François Valéry | C'est la même chanson | 20           |

Verenigde Staten
| Jaartal | artiest                | Billboard Hot 100 | Hot R&B | Hot Dance Club Songs |
| ------- | ---------------------- | ----------------- | ------- | -------------------- |
| 1965    | Four Tops              | 5                 | 2       |                      |
| 1978    | KC & the Sunshine Band | 35                | 30      |                      |
| 1989    | Michael Rodgers        |                   |         | 50                   |
| 1989    | Third World            |                   | 77      |                      |